# Patinatiopsis connectens
Patinatiopsis connectens är en mångfotingart som först beskrevs av Carl Graf Attems 1935.  Patinatiopsis connectens ingår i släktet Patinatiopsis och familjen Odontopygidae. Inga underarter finns listade i Catalogue of Life.